# Hexarthra jenkinae
Hexarthra jenkinae is een raderdiertjessoort uit de familie Hexarthridae. De wetenschappelijke naam van deze soort is voor het eerst geldig gepubliceerd in 1932 door Beauchamp.